# Niet-gouvernementele organisatie
Een niet-gouvernementele organisatie (ngo), ook wel non-gouvernementele organisatie genoemd, is een organisatie die onafhankelijk is van de overheid en zich op een of andere manier richt op een verondersteld maatschappelijk belang. Over het algemeen gaat het om organisaties die werken aan het bevorderen van milieubescherming, gezondheid, ontwikkelingswerk of mensenrechten.

## Ngo's en de VN
De term ngo is ontstaan als "non-governmental organisation" in 1945 bij de oprichting van de Verenigde Naties (VN). In het handvest van de VN (Hoofdstuk 10, Artikel 71) wordt gesteld dat de Economische en Sociale Raad van de Verenigde Naties niet-gouvernementele organisaties kan consulteren.

## Afbakening en soorten ngo's
In dit artikel wordt het begrip ngo gebruikt voor alle organisaties die niet onder een overheid vallen, die niet commercieel zijn (non-profit) en die een politiek of maatschappelijk doel nastreven. Deze afbakening is niet waterdicht, er zijn veel voorbeelden van grens- en twijfelgevallen: een vakbond ziet men doorgaans als een ngo, een werkgeversorganisatie soms, kerken niet. Er bestaan tevens min of meer gelijke termen:
- Een actiegroep manifesteert zich in acties als demonstraties en petities. Vaak is er slechts één doelstelling, bijvoorbeeld de Werkgroep Amelisweerd die in de jaren 1970 en 1980 protesteerde tegen de aanleg van de A27 door het landgoed Amelisweerd.
- In een belangengroep zijn personen of organisaties verenigd die een gezamenlijk belang hebben, bijvoorbeeld mobiliteit (zoals de ANWB).
- Een pressiegroep (in België ook drukkingsgroep) is een organisatie die een uitgesproken (politieke doelstelling) heeft en druk uitoefent op politici.
- De term sociale beweging wordt meestal gebruikt om netwerken van een aantal groeperingen aan te duiden die een vergelijkbare verandering van de maatschappij nastreven, bijvoorbeeld de vredesbeweging en de milieubeweging. De organisaties die daar bij horen noemt men sociale- bewegingsorganisatie (Social movement organization).

In België wordt de term ngo alleen gebruikt voor organisaties die aan ontwikkelingshulp doen.
Een ngo in een ontwikkelingsland wordt wel een "zuidelijke ngo" genoemd; een "noordelijke ngo" is in deze terminologie een ngo in een donorland.

## Gesprekspartner
Het begrip ngo kreeg betekenis doordat het bij de oprichting van de Verenigde Naties (1945) wordt genoemd in het handvest (Hoofdstuk 10, Artikel 71). Daarin wordt gesteld dat niet-gouvernementele organisaties ook gesprekspartner kunnen zijn van de VN. 
Voor die tijd bestonden er ook al organisaties die gesprekspartner waren voor de overheid. Ngo's kunnen ook gesprekspartner zijn voor het bedrijfsleven, bijvoorbeeld als het gaat over de manier waarop hun producten worden geproduceerd (onderwerpen als kinderarbeid).

## Onderwerpen en niveaus
Het begrip omvat een breed scala van organisaties en bewegingen, inclusief de milieubeweging, mensenrechtenorganisaties, organisaties voor ontwikkelingssamenwerking, en de vredesbeweging. De onderwerpen beperken zich echter niet tot puur idealisme, de belangen van werkende mensen worden behartigd door de vakbonden en ook de ANWB, die opkomt voor autorijders, valt onder het begrip niet-gouvernementele organisatie. Ngo's hebben vaak één duidelijk thema waar zij zich mee bezighouden. Daarin onderscheiden zij zich van politieke partijen. Er is echter wat voor te zeggen om ook een politieke partij als ngo te zien: een organisatie die als strategie (zie hieronder) "directe politieke invloed" kiest.
Ngo's kunnen actief zijn op verschillende niveaus, van lokaal via nationaal tot internationaal. Veel organisaties hebben een gelede structuur: lokale afdelingen gecombineerd met regionale, nationale en internationale kantoren. Soms laten organisaties zich op een hoger niveau vertegenwoordigen door een platformorganisatie. In Nederland is er bijvoorbeeld in elke provincie een milieufederatie die lokale milieuorganisaties op provinciaal niveau vertegenwoordigt en als gesprekspartner dient voor de provinciale overheid. Platforms worden ook wel opgericht om gezamenlijke activiteiten van verschillende ngo's te coördineren.
Ngo's kunnen op verschillende manieren zijn georganiseerd: top-down (van bovenaf), waarbij het hoofdkantoor het beleid maakt (bijvoorbeeld Greenpeace), of bottom-up (van onderaf), waarbij de lokale afdelingen of individuele leden in een democratische procedure het beleid (en de bestuurders) bepalen (bijvoorbeeld de FNV).

## Strategieën
Voor het bereiken van hun doel gebruiken ngo's verschillende strategieën. Ngo's zullen over het algemeen zich niet beperken tot overlegpartner zijn voor de overheid. Eén organisatie kan meerdere strategieën gebruiken. Bekende strategieën zijn lobby, voorlichting en educatie, actie (bijvoorbeeld demonstraties, stakingen), praktisch werk (van wilgen knotten door het IVN tot vluchtelingenopvang door het Rode Kruis) en onderzoek. Soms gaan ngo's ook over tot een zeer radicale en agressieve vorm van actie: terrorisme. Om zich te onderscheiden van terroristische organisaties, noemen sommige geweldloze ngo's zich tegenwoordig liever PVO (Private Volunteer Organisation) of private vrijwillige organisatie.
Verschillende strategieën kunnen worden gecombineerd in een campagne (ook wel naar het Engels "campaign" genoemd), bedoeld om een specifiek, duidelijk gedefinieerd doel te bereiken. In een campagne wordt vaak uitgegaan van de "stick and carrot" methode: de overheid wordt gezien als een ezel die met een stok in beweging moet worden gebracht door middel van actie, en de wortel is het alternatief, dat de richting aangeeft waarin de overheid zich zou moeten bewegen. Bij deze methode is het essentieel dat er een alternatief is uitgewerkt.

## Ngo's en democratie
Ngo's zijn een vertegenwoordiging van het krachtenspel in een samenleving. Ze worden (in westerse landen) gezien als een essentieel element van een democratie, naast overheid en bedrijfsleven. Vanuit het Westen wordt bij internationale (ontwikkelings)samenwerking veel belang gehecht aan de opbouw van ngo's, veelal zijn ze ook partners in specifieke projecten. Westerse overheden financieren ook wel internationale of nationale ngo's om bepaalde doeleinden te verwezenlijken die zij zelf als overheid niet of minder goed menen te kunnen bereiken. In sommige gevallen worden zelfs gewelddadige ngo's gefinancierd (bijvoorbeeld de steun die de VS verleende aan de Contras in Nicaragua en aan de Taliban in Afghanistan).
Een belangrijke kwestie blijft voor ngo's de democratische legitimatie. Als volwaardige gesprekspartners tijdens topconferenties is de invloed van ngo's niet weg te cijferen. Dit ondanks dat zij geen, door het volk verkozen, vertegenwoordigers kennen.
Over de werkelijke onafhankelijkheid van ngo's zelf is discussie. Zo heeft de Nederlandse historicus en filosoof Frank Ankersmit het begrip "quangocratie" (bestuursvorm middels quasi-autonome ngo's) geïntroduceerd, om daarmee de materiële afhankelijkheid en ook de betrekkelijkheid van de politieke onafhankelijkheid van ngo's te benoemen. Deze vormen volgens Ankersmit een snel groeiende bureaucratische laag van semi-ambtenaren in de politieke samenleving, die door niemand meer wordt gecontroleerd, behalve door ambtenaren van ministeries en door zelfbenoemde raden van toezicht. Een aantal tegenwoordige ngo's waren van oorsprong democratische verenigingen en bewegingen, maar hebben om ngo te kunnen worden ingrijpende structuurwijzigingen moeten ondergaan, waarbij hun besturen en leden op afstand werden gezet, omdat het die aan deskundigheid zou ontbreken.

## Voorbeelden van ngo's
Er bestaan wereldwijd honderdduizenden ngo's. Enkele grote en belangrijke zijn: Ceres, Cure Violence, Mercy Corps en Partners in Health. Andere bekende voorbeelden zijn Amnesty International, Artsen zonder Grenzen, Greenpeace, Natuurmonumenten, Natuurpunt, Oxfam International, War Child en WWF.